# Cimetière du mémorial des maquis de l'Ain et de la Résistance
Le cimetière du mémorial des maquis de l'Ain et de la Résistance est un cimetière situé au mémorial des maquis de l'Ain et de la Résistance à Cerdon dans l'Ain.

## Présentation
Le cimetière réunit 89 tombes de maquisards ou de victimes de la Shoah, au pied du Monument des Maquis de l'Ain.
Le cimetière est inauguré le 24 juin 1956 par le général de Gaulle. À cette occasion il prononce un discours au cours duquel il pose cette question rhétorique :

« Si [notre peuple] avait perdu courage, serait-il, de tous les peuples, le seul peuple — oui, le seul ! — qui depuis dix-sept ans se batte tous les jours — oui, tous les jours ! — pour soutenir, dans l'intérêt des hommes, les valeurs menacées de l'Occident ? S'il tenait son rôle pour fini, pourquoi donc enverrait-il en Afrique ses bons soldats, à qui j'adresse ici le salut confiant de la patrie ? »

Cette période de dix-sept ans renvoie à 1939, créant une continuité entre la lutte contre l'Allemagne nazie et la répression des guerres d'indépendance dans l'Union française : la guerre d'Indochine (1946-1954) puis la guerre d'Algérie (alors en cours depuis 1954),.

## Liste des inhumés
La liste des inhumés est la suivante :
| No de tombe | Nom                                | Précisions | Date de décèsou de disparition |
| ----------- | ---------------------------------- | --- | ------------------------------ |
| 2           | « L'inconnu paraissant 25 ans »    | Assassinat de sept Juifs au cimetière de Rillieux | 29 juin 1944                   |
| 3           | Inconnu                            | | 2 septembre 1944               |
| 4           | Inconnu                            | | 2 septembre 1944               |
| 5           | Inconnu                            | | 17 juin 1944                   |
| 6           | Inconnu                            | | 17 juin 1944                   |
| 7           | Inconnu                            | | 17 juin 1944                   |
| 8           | Inconnu                            | | 17 juin 1944                   |
| 9           | Inconnu                            | | 2 juin 1944                    |
| 10          | Inconnu                            | | 8 février 1944                 |
| 11          | Inconnu                            | | 8 février 1944                 |
| 12          | Inconnu                            | | 8 février 1944                 |
| 13          | Inconnu                            | | 17 juin 1944                   |
| 14          | Inconnu                            | | 20 juin 1944                   |
| 15          | Antoine Chaffurin                  | | 9 juin 1944                    |
| 16          | Marc Van                           | | 8 juin 1944                    |
| 17          | Louis Oppizzi                      | | 18 juin 1944                   |
| 18          | René Gazeneau                      | | 16 septembre 1944              |
| 19          | Jean Chaline                       | | 19 juillet 1944                |
| 20          | Georges Fusillier                  | Fusillé à Domsure avec onze camarades | 17 juin 1944                   |
| 21          | Roger Lavenir                      | | 3 septembre 1944               |
| 22          | Henri Gaudier                      | | 12 juillet 1944                |
| 23          | Jean Lachambre                     | | 6 février 1944                 |
| 24          | Germain Chevrulet                  | | 5 février 1944                 |
| 25          | Chartes Morel                      | | 23 août 1944                   |
| 27          | Inconnu                            | | 12 février 1944                |
| 28          | Inconnu                            | | 14 juin 1944                   |
| 29          | Inconnu                            | | 14 juin 1944                   |
| 30          | Inconnu                            | | 23 août 1944                   |
| 31          | Inconnu                            | | 8 avril 1944                   |
| 32          | Inconnu                            | | 7 janvier 1944                 |
| 33          | Inconnu                            | | 14 juillet 1944                |
| 34          | Inconnu                            | | 14 juillet 1944                |
| 35          | Inconnu                            | | 15 avril 1944                  |
| 36          | Inconnu                            | | 9 avril 1944                   |
| 37          | Inconnu                            | | 9 avril 1944                   |
| 38          | Inconnu                            | | 9 avril 1944                   |
| 39          | Inconnu                            | | 13 avril 1944                  |
| 40          | Marcel Guillemet                   | Fusillé a Domsure avec onze camarades | 17 juin 1944                   |
| 41          | René Vulin                         | | 8 mars 1944                    |
| 42          | Pierre Krzyzkowsky (d)             | | 30 juin 1944                   |
| 43          | Simon Monnet                       | | 18 décembre 1944               |
| 44          | Jean Holzer                        | | 1er septembre 1944             |
| 45          | Alexis Arnoux                      | | 20 juin 1944                   |
| 46          | Maylick Flanchmann                 | | 6 avril 1944                   |
| 47          | Pierre Joly (d)                    | | 11 août 1944                   |
| 48          | Marcel Grumot                      | | 30 décembre 1943               |
| 49          | Céleste Trévison                   | | 8 avril 1944                   |
| 50          | Hermenegilde Martin-Paton          | | 10 avril 1944                  |
| 52          | Lucien Bonnet                      | Commandant ; présent au défilé du 11 novembre 1943 à Oyonnax | 16 juin 1944                   |
| 53          | Inconnu                            | | 20 juin 1944                   |
| 54          | Inconnu                            | | 20 juin 1944                   |
| 55          | Inconnu                            | | 20 juin 1944                   |
| 56          | Inconnu                            | | 20 juin 1944                   |
| 57          | Inconnu                            | | 20 juin 1944                   |
| 58          | Manuel Palamino                    | | 12 février 1944                |
| 59          | Vittoriano Sanchez                 | | 8 mars 1944                    |
| 60          | Miguel Saez-Sanchez                | | 10 avril 1944                  |
| 61          | José Canovas-Larios                | | 20 juin 1944                   |
| 62          | Jean Espinoza-Sayago               | | 15 juin 1944                   |
| 63          | Charles Blétel                     | Lieutenant | 14 juillet 1944                |
| 65          | Édouard Bourret                    | Capitaine | 16 décembre 1943               |
| 66          | Inconnu                            | | 20 juin 1944                   |
| 67          | Marc Léobon                        | | 7 avril 1944                   |
| 68          | Félix Righetti                     | | 14 juillet 1944                |
| 69          | Maurice Chevalier                  | | 2 février 1944                 |
| 70          | Henri Porte                        | | 22 juin 1944                   |
| 71          | Louis Krzyzkowski                  | Assassinat de sept Juifs au cimetière de Rillieux | 29 juin 1944                   |
| 72          | Ivan Tchernov                      | Tué lors de l'attaque d'un train blindé au hameau « Moulin-des-Ponts » à Villemotier le 14 juin 1944. En 1968, le cosmonaute Guerman Titov vient se recueillir sur sa tombe. | 14 juin 1944                   |
| 73          | Marcel Gallet                      | | 13 juillet 1944                |
| 74          | Abdallah-Ben-Mohammed              | | 1er septembre 1944             |
| 75          | Ben Barbache, Ben Mouloud          | | 6 juillet 1944                 |
| 76          | Ben Mohamed ben Larbi, Khalifa     | | 6 juillet 1944                 |
| 77          | Ammar ben Belkacem, Souli          | | 6 juillet 1944                 |
| 78          | Ali Bensaïdi                       | | 1er septembre 1944             |
| 78 bis      | Inconnu                            | | 12 juillet 1944                |
| 79          | Inconnu                            | | 12 juillet 1944                |
| 80          | Inconnu                            | | 22 août 1944                   |
| 81          | Mathieu Guillemaud                 | | 12 juillet 1944                |
| 82          | Miguel Ramos                       | | 1er septembre 1944             |
| 83          | Alexandre Bant                     | | 11 juin 1944                   |
| 84          | Heinrich Weber                     | | 31 août 1944                   |
| 85          | Henri Duvert                       | | 12 juillet 1944                |
| 86          | Charles Marmier                    | | 8 février 1944                 |
| 87          | Louis Juhem                        | Sergent | 11 avril 1944                  |
| 88          | Fernand Juhem                      | Sergent-chef | 15 novembre 1944               |
| 89          | Joseph Juhem                       | | 7 février 1944                 |
| 90          | Paul Sixdenier                     | Aspirant | 29 janvier 1944                |
| 91          | Albert Chambonnet                  | Colonel, chef de la Région R1 | 27 juillet 1944                |
| 92          | Robert Ducasse (d), dit Vergaville | Colonel, chef des Régions R8 et RB | Disparu le 29 juillet 1944     |